# Троїцьке (Бурятія)
Троїцьке (рос. Троицкое) — село Прибайкальського району, Бурятії Росії. Входить до складу Сільського поселення Таловського.
Населення — 497 осіб (2015 рік).